# 小沢かな
小沢 かな（おざわ かな）は、日本の漫画家、イラストレーター。神奈川県出身。2015年、代表作の『ブルーサーマル -青凪大学体育会航空部-』でデビュー。

## 略歴
- 法政大学文学部日本文学科卒業[2]。
- 学生時代、航空機・グライダーを操縦する部活「航空部」に在籍し、自家用操縦士（上級滑空機）の資格を取得する[2]。
- 2015年 - その経験を題材にした漫画『ブルーサーマル -青凪大学体育会航空部-』を『月刊コミック@バンチ』にて連載し、デビュー[4][3]。同作は2022年3月4日に『ブルーサーマル』のタイトルで、劇場アニメとして公開[5]。

## 作品リスト

### 連載
- ブルーサーマル -青凪大学体育会航空部-（『月刊コミック@バンチ』2015年6月号[4] - 2018年1月号[6]、新潮社、全5巻） - デビュー作[3]。
- ブルーサーマル FIRST FLIGHT（『LINEマンガ』限定先行配信2021年11月20日[7] - 2022年1月、全1巻）
- 野々宮月子はいつも眠い（『ハツキス』2018年3月号[8] - 34号[9]、講談社、全3巻）
- BLUE MOMENT ブルーモーメント（監修：荒木健太郎、『COMIC BRIDGE online』2018年11月[10] - 不定期連載中、KADOKAWA、既刊3巻）
- 高2の恋の忘れ方（『Kiss』2023年6月号[11] - 2025年7月号[12]、全4巻）

### 読み切り
- Uninstall（『たとえばこんな恋愛様式 恋愛ショートアンソロジーコミック』収録、2021年9月[13]）
- ブルーサーマル -青い約束-[14][15][16]（『月刊コミック@バンチ』2022年4月号）

### イラスト
- 『せきらんうんのいっしょう』（著：荒木健太郎、2018年7月発売[17]、ジャムハウス）
- 『ろっかのきせつ』（著：荒木健太郎、2018年11月30日発売[2]、ジャムハウス）